# 西澳大利亞州州旗
西澳大利亞州州旗以藍船旗為底，旗幟右側為包含黑天鵝圖案的黃色圓形，目前的版本啟用於1953年11月3日，與該州仍是英國殖民地時使用的旗幟類似。1870年至1953年間，西澳大利亞州旗的黑天鵝圖案脖子轉向和目前相反，目前的設計是為遵守旗幟學的慣例，使其朝向「Hoist」。西澳州州旗與澳洲其他5個聯邦州的州旗相似，均是帶有各州象徵圖章的藍船旗。

## 歷史
1600年代初期，荷蘭東印度公司首次發現澳洲大陸西海岸。1697年1月，荷蘭船長威廉·德·弗拉明在科茨洛進行考察時，觀察到黑天鵝在當地的河口棲息，遂將該片水域命名為天鵝河（斯旺河）。但荷蘭人發現在當地進行貿易或殖民的前景不佳，因此放棄併吞該地區。1829年6月，英國人先後在弗里曼圖及伯斯建立定居點，並將這些地區統稱為天鵝河殖民地。
黑天鵝很快成為當地的非正式標誌，且在殖民地建立若干年後，當地流通的紙鈔上就出現黑天鵝的圖案。1836年，當地的首份報紙《天鵝河衛報》和《西澳州政府公報》創刊號上均印有黑天鵝圖案，隨後殖民政府於1854年發行的首枚郵票上也出現黑天鵝的身影。

1870年－1953年使用的州旗（黑天鵝方向與現今相反）

1869年8月17日，英國樞密院頒布一項頒令，要求各殖民地總督懸掛帶有徽飾的英國船旗或領地象徵。1870年1月3日，時任西澳州總督弗雷德里克·威德爵士提出在黃色背景上描繪一隻黑天鵝的設計理念，理由是該殖民地「在最初被稱為天鵝河聚居地，而黑天鵝在徽章上具有代表性，並被認為是該地的特殊標章」。之後繼任的羅敏申爵士於1875年11月27日正式確認該設計。1901年澳洲聯邦化後，該設計被沿用作為西澳州的新州旗。
1936年，倫敦紋章院的代表指出州旗上天鵝的方向錯誤。依照旗幟學慣例，旗面上所有的圖案均須朝向「Hoist」，但該問題直到1954年因英國皇室訪問澳洲才被提交至西澳州議會，而天鵝方向也於1953年11月3日被修正。

## 設計

### 說明
西澳州州旗的長寬比為1:2。根據西澳州政府網站，官方的配色標準遵循彩通公司配色系統。如下所示（未列出黑白兩色之色號）：
| 顏色 | 彩通 | RGB值     | 十六進制 |
| ---- | ---- | --------- | -------- |
| 藍色 | 280  | 1-33-105  | #012169  |
| 紅色 | 185  | 228-0-43  | #E4002B  |
| 黃色 | 109  | 255-209-0 | #FFD100  |

### 象徵

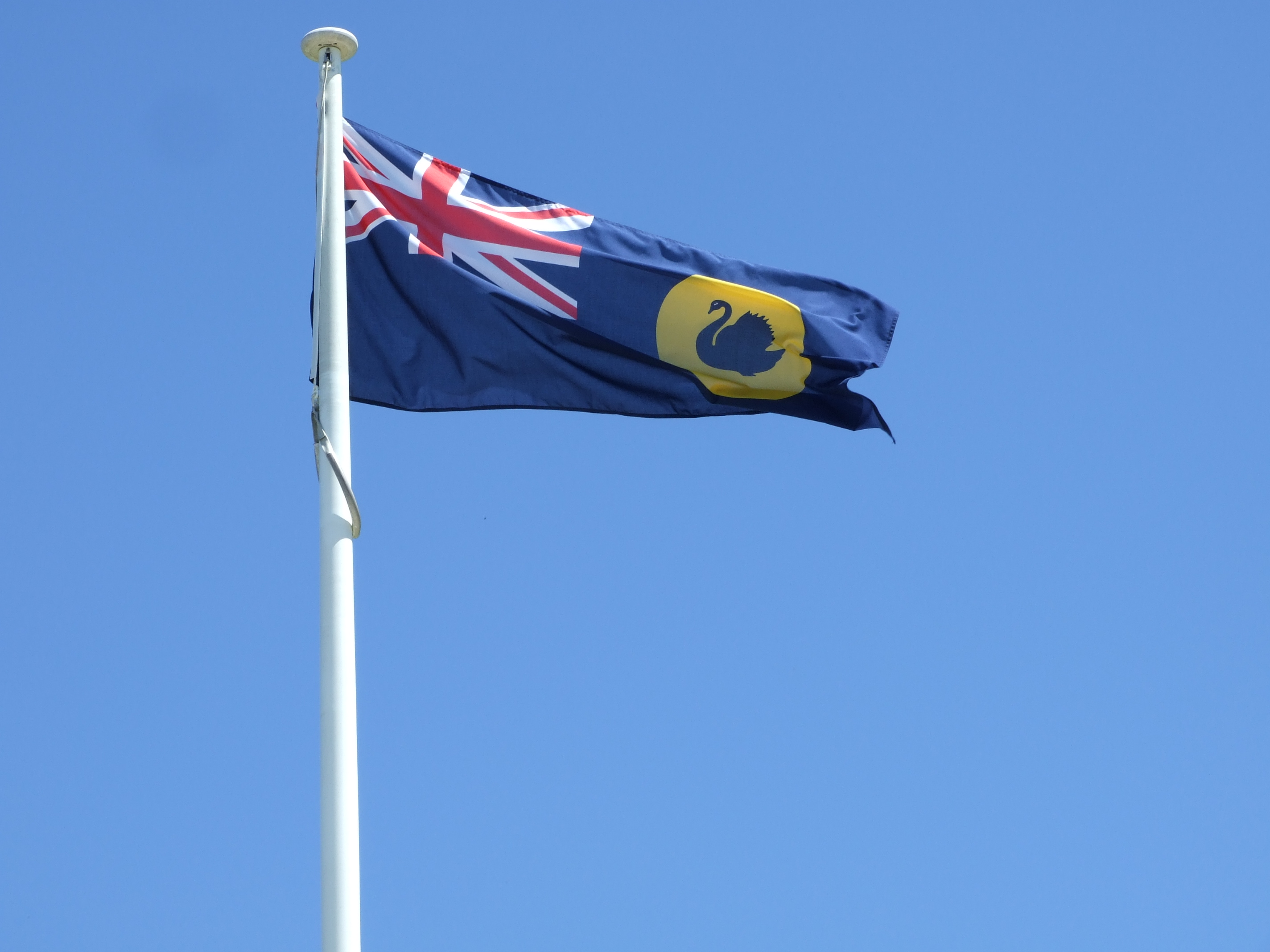
飄揚中的西澳州州旗（攝於伯斯）

州旗的顏色和圖案具有文化、政治和地域的含義，作為底圖的藍船旗象徵澳洲曾是英國殖民地的歷史，而澳洲其他5個聯邦州均以該旗幟為底，唯一的區別在於各州旗上不同的圖案紋章；黑天鵝則代表西澳洲本身，該鳥類是西澳州的原生物種，其名也成為天鵝河殖民地（今西澳州的前身）命名的依據，黑天鵝於1973年7月25日被確立為該州的州鳥，根據作者羅德尼·詹姆斯·吉布利特（Rodney James Giblett）的說法「黑天鵝已成為澳洲反對英國帝國主義的民族主義代表」。

## 禮儀

澳洲國徽，中央的盾牌可見黑天鵝圖案位於其第二行的中間處

與州旗有關的旗幟禮儀由西澳大利亚州州长與內閣部（Department of the Premier and Cabinet）負責。當西澳州州旗與澳洲國旗及其他州旗、領地旗同時懸掛時，西澳洲旗在等級順序中位列第六（國旗之後，二至五依序為新南威爾斯州旗、維多利亞州旗、昆士蘭州旗和南澳州州旗），這也顯示該州的黑天鵝圖案在澳洲國徽盾牌上的位置，其位列國徽第二行的中間處（由左而右、上而下第五位）。
根據指引規定，州旗不得與地面接觸，也不得與其他旗幟懸掛於同一旗桿。除非需在夜間將旗幟照亮，否則州旗應在黎明前升起，且須在黃昏前降下，而唯一的例外是降半旗時，不論是否在夜間亮起均不得整夜懸掛。同時不得以倒掛的方式懸掛州旗，即使其目的是發出求救信號。

## 其他旗幟
| 旗幟 | 用途                                               |
| ---- | -------------------------------------------------- |
|      | 西澳州總督旗                                       |
|      | 西澳大利亞分離主義者擬定的西澳大利亞國旗（1934年） |
|      | 推動設計新國旗的組織澳國旗所設計的替代州旗         |